# Léon Frédéric

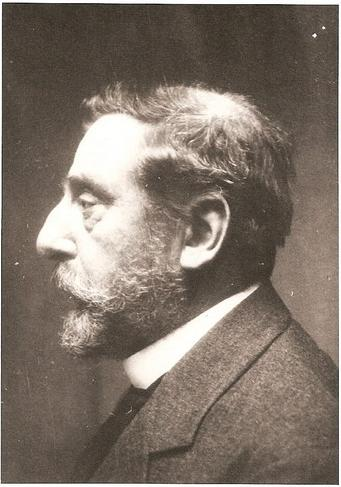
Léon Frédéric

Léon Frédéric (* 26. August 1856 in Brüssel; † 27. Januar 1940 in Schaarbeek) war ein belgischer Maler des Symbolismus. 

## Biographie
Als Sohn eines reichen Juweliers schrieb sich Frédéric 1874 in der Kunstakademie seiner Heimatstadt ein. Er wurde ein Schüler Jean-François Portaels’. Durch ihn erhielt er einen starken Einfluss der flämischen Malerei des Barocks. Auch italienische Einflüsse aus dieser Zeit lassen sich in seinen Werken erkennen. Von 1876 bis 1878 befand sich Frédéric in Italien. Er lebte hauptsächlich in den Städten Rom, Florenz, Neapel und Venedig und traf in Italien auf den belgischen Bildhauer Julien Dillens, der Frédérics spätere Werke ebenfalls entscheidend prägte.
1903 wurde er korrespondierendes und 1904 volles Mitglied der Académie royale des Sciences, des Lettres et des Beaux-Arts de Belgique.

## Werke (Auswahl)
- 1886: Mahlzeit beim Begräbnis

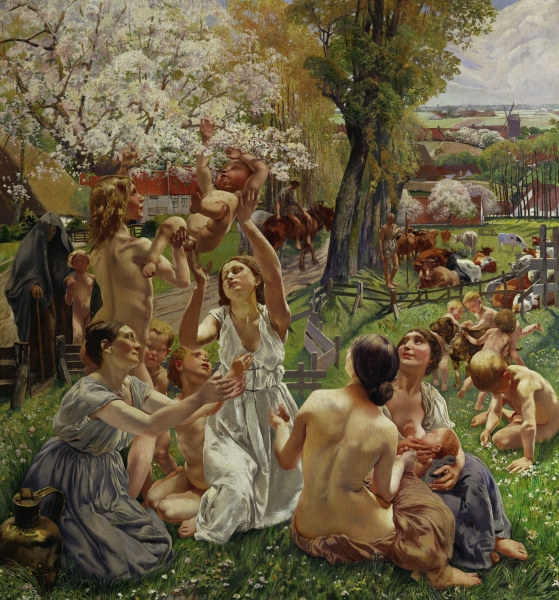
Der Morgen (1901)

- 1888: Gleichnis der Fruchtbarkeit
- 1890: Die Suche des Lebens
- 1894: Die vier Jahreszeiten
- 1894: Aroma
- 1895: Die alte Brauerei
- 1898: Der See
- 1901: Das goldene Zeitalter: Abend
- 1901: Das goldene Zeitalter: Morgen